# Scuolabus

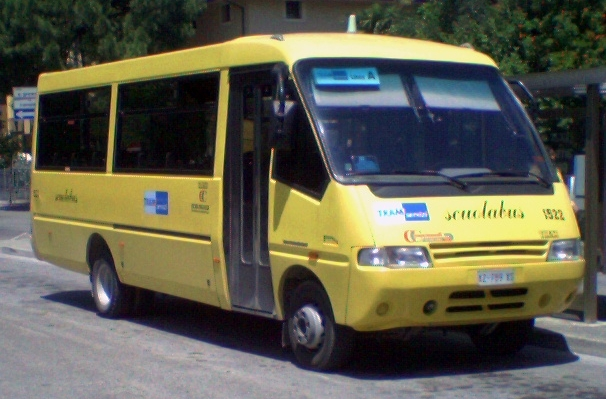
Scuolabus Cacciamali Thesi su telaio Iveco Daily n. 1522 in servizio sulla linea A per la TRAM Servizi di Rimini

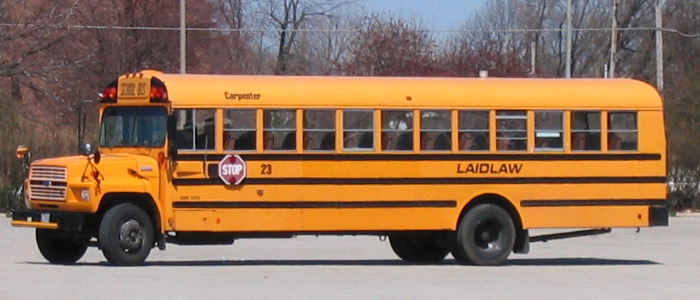
Tipico scuolabus americano

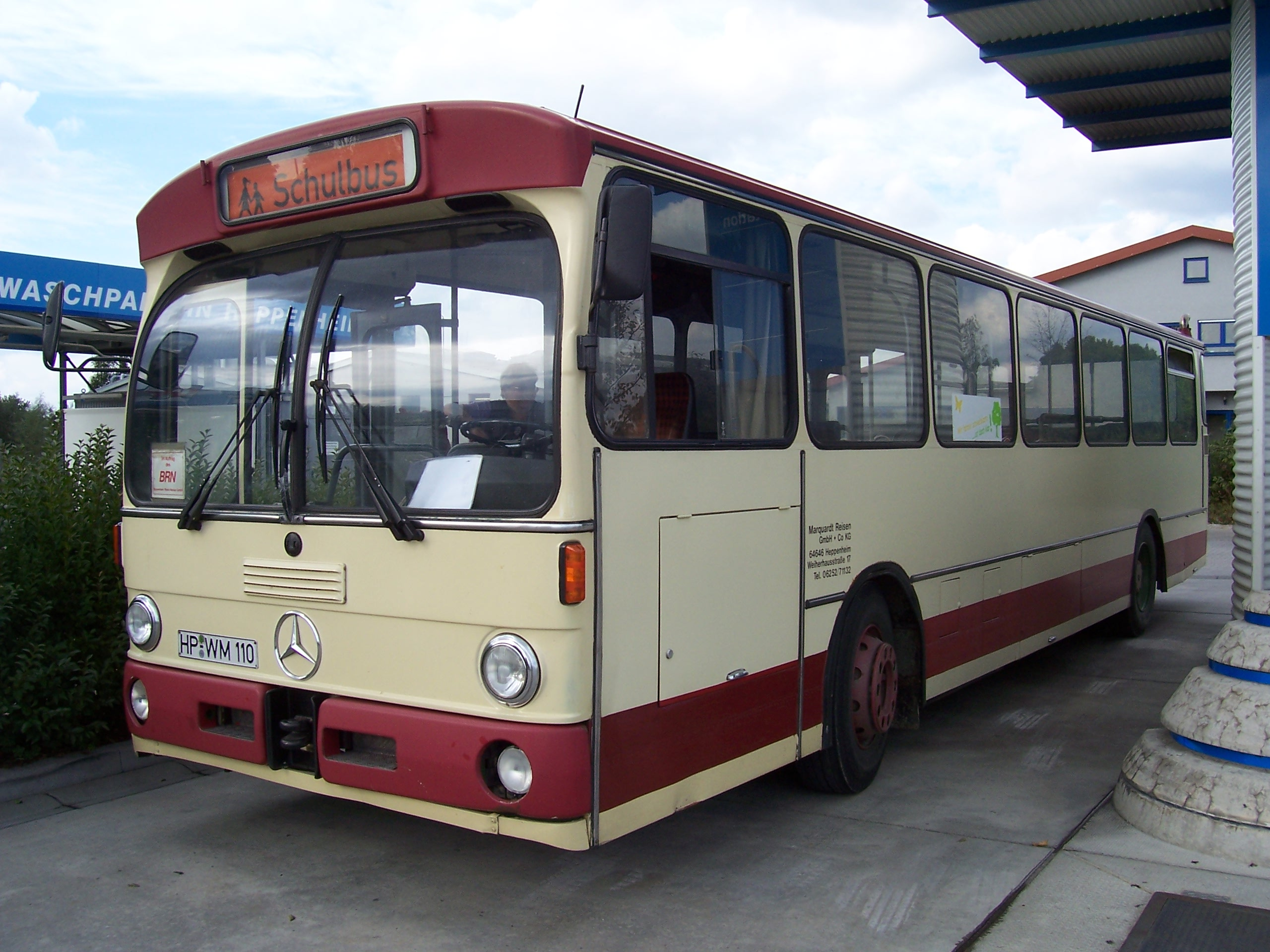
Autobus Mercedes-Benz O305 ad Heppenheim, Germania, in servizio scuolabus

Lo scuolabus è un mezzo di trasporto destinato al trasporto degli studenti delle scuole primarie sia di primo grado che di secondo grado.

## Generalità
Il servizio è in convenzione con aziende pubbliche, private o anche con il comune di appartenenza delle scuole stesse. Gli alunni vengono prelevati e accompagnati a un certo orario presso fermate prestabilite. In alcune città vengono istituite linee apposite per gli scuolabus.
Talvolta, a essere impiegati come scuolabus, sono autobus che in passato hanno svolto regolari servizi di linea, come testimonia la fotografia scattata in Germania.

## Utenza

### In Italia
È un servizio a richiesta e a pagamento. Possono usufruirne alunni delle scuole:
- Materne (3-5 anni)
- Elementari (6-10 anni)
- Medie (11-14 anni)

Oltre all'autista, è necessaria sul mezzo la presenza di una seconda persona che faciliti le operazioni di salita e discesa dei bambini e la vigilanza.
Tale figura pur essendo obbligatoria per legge solo per le scuole materne, con sentenza n. 23464 del 19 novembre 2010 la Corte di Cassazione afferma che il Comune (o privato) che offra un servizio di scuolabus è tenuto a fornire anche un accompagnatore, oltre all'autista, nella gestione del servizio di trasporto scolastico. L'assenza di un vero e proprio obbligo di legge non comporta che l'Amministrazione debba necessariamente assicurare la presenza di un accompagnatore per i casi in cui non è prevista. Nello stesso tempo la sentenza citata richiede una necessaria valutazione da parte dell'Amministrazione circa l'opportunità di assicurare la presenza di questa figura nel servizio in esame.
Dal 2021, gli enti proprietari delle strade possono riservare spazi di sosta ai veicoli adibiti al trasporto scolastico, limitatamente ai periodi e agli orari in cui svolgono tale servizio.

## Storia del design

### XIX secolo
Nella seconda metà del XIX secolo, molte aree rurali degli Stati Uniti e del Canada erano servite da scuole con una sola stanza. Per quegli studenti che vivevano oltre la pratica distanza percorribile a piedi dalla scuola, il trasporto era facilitato sotto forma di kid hack; all'epoca "hack" era un termine riferito a certi tipi di carrozze trainate da cavalli. Carri agricoli essenzialmente riproposti, i kid hack erano aperti, con poca o nessuna protezione dalle intemperie.
Nel 1892, la Wayne Works (in seguito Wayne Corporation) con sede nell'Indiana, produsse la sua prima "school car" Un progetto appositamente costruito, la school car era costruita con panchine in legno montate perimetralmente e un tetto (con i lati aperti). In quanto carro trainato da cavalli, lo school car era dotato di una porta d'ingresso posteriore (destinata a evitare di spaventare i cavalli durante il carico o lo scarico dei passeggeri); oltre un secolo dopo, il design rimane in uso (come uscita di emergenza).
Nel 1869, il Massachusetts divenne il primo stato ad aggiungere i trasporti all'istruzione pubblica; nel 1900, altri 16 stati avrebbero trasportato gli studenti a scuola.

### 1900-1930
Dopo il primo decennio del XX secolo, diversi sviluppi avrebbero influenzato il design dello scuolabus e del trasporto studentesco. Man mano che i veicoli si evolvevano da una propulsione trainata da cavalli a una "senza cavalli" su una base più ampia, i corpi dei vagoni hack per bambini e auto scolastiche furono adattati ai telai dei camion. Durante la transizione a progetti appositamente costruiti, sono state mantenute una serie di caratteristiche dei vagoni, tra cui la costruzione in legno, le panche perimetrali e le porte d'ingresso posteriori. La protezione dagli agenti atmosferici è rimasta minima; alcuni progetti hanno adottato un telone teso sopra i sedili dei passeggeri.
Nel 1915 International Harvester costruì il suo primo scuolabus; in epoca moderna, la sua società che subentrò chiamata Navistar produce ancora telai per scuolabus.
Nel 1919, l'uso degli scuolabus fu finanziato in tutti i 48 stati degli Stati Uniti.
Nel 1927, il proprietario della concessionaria Ford AL Luce produsse una carrozzeria per autobus per una Ford Model T del 1927. Il precursore dei primi scuolabus Blue Bird, l'acciaio è stato utilizzato per pannellare e incorniciare la carrozzeria dell'autobus; il legno è stato relegato a materiale secondario. Sebbene fosse dotato di un tetto, la principale protezione dagli agenti atmosferici del design dell'autobus Luce includeva tende laterali in tela avvolgibili.

### 1930
Durante gli anni '30, gli scuolabus videro progressi nella loro progettazione e produzione che rimangono in uso fino ad oggi. Per adattare meglio il design del telaio automobilistico, le porte di ingresso dello scuolabus sono state spostate dalla parte posteriore a quella anteriore del marciapiede, diventando una porta azionata dal conducente (per facilitare il carico dei passeggeri e migliorare la visibilità anteriore). La porta d'ingresso posteriore per bambini è stata riutilizzata (come uscita di emergenza).
Dopo l'introduzione dell'autobus Luce del 1927 con pannelli in acciaio, la produzione di scuolabus iniziò a passare alla costruzione interamente in acciaio. Nel 1930, sia Superior che Wayne introdussero gli scuolabus interamente in acciaio; quest'ultimo ha introdotto vetri di sicurezza per la carrozzeria dell'autobus.
Poiché il design degli scuolabus era parallelo al design dei camion commerciali leggeri e medi dell'epoca, l'avvento dei camion a controllo avanzato avrebbe avuto la propria influenza sul design degli scuolabus. Nel tentativo di ottenere una maggiore capacità di posti a sedere e visibilità, Crown Coach ha costruito da zero il proprio progetto di scuolabus cabover. Introdotto nel 1932, il Crown Supercoach poteva ospitare fino a 76 passeggeri, lo scuolabus con la più alta capacità dell'epoca.
Con il progredire degli anni '30, gli scuolabus a fronte piatta iniziarono a seguire il design degli autobus sia nello stile che nell'ingegneria, adottando gradualmente il termine "stile di transito" per il loro aspetto. Nel 1940, il primo scuolabus di transito a motore centrale fu prodotto da Gillig in California.

#### Sviluppare standard di produzione
Nel 1939, l'esperto di educazione rurale Dr. Frank W. Cyr organizzò una conferenza di una settimana al Teachers College, Columbia University, che cambiò per sempre il design e la produzione degli scuolabus. Finanziato da una sovvenzione di $ 5.000, il dottor Cyr ha invitato funzionari dei trasporti, rappresentanti di produttori di carrozzerie e telai e aziende di vernici. Per ridurre la complessità della produzione degli scuolabus e aumentare la sicurezza, è stata concordata e adottata dai partecipanti una serie di 44 standard (come le dimensioni interne ed esterne e la configurazione dei sedili rivolti in avanti). Per consentire la produzione su larga scala di scuolabus tra gli allestitori, l'adozione di questi standard ha consentito una maggiore coerenza tra gli allestitori.
Sebbene molti degli standard della conferenza del 1939 siano stati modificati o aggiornati, una parte della sua eredità rimane oggi una parte fondamentale di ogni scuolabus del Nord America: l'adozione di un colore di vernice standard per tutti gli scuolabus. Sebbene tecnicamente chiamato "National School Bus Glossy Yellow", il giallo dello scuolabus è stato adottato per l'uso poiché era considerato più facile da vedere all'alba e al tramonto e contrastava bene con le lettere nere. Sebbene non sia universalmente utilizzato in tutto il mondo, il giallo è diventato il colore più comunemente associata agli scuolabus sia in Nord America che all'estero.

### 1940
Durante la seconda guerra mondiale, i produttori di scuolabus si convertirono alla produzione militare, producendo autobus e camion costruiti su licenza per i militari. Dopo la guerra, il funzionamento degli scuolabus vedrebbe una serie di cambiamenti, a seguito degli sviluppi all'interno dei sistemi educativi.
Dopo la seconda guerra mondiale e l'aumento della crescita suburbana in Nord America, la domanda di scuolabus è aumentata al di fuori delle aree rurali; nelle periferie e nelle aree urbane più grandi, il design della comunità spesso rendeva impraticabile andare a scuola a piedi oltre una certa distanza da casa (in particolare quando gli studenti avanzavano verso la scuola superiore). In tutte le aree tranne le più isolate, le scuole monolocali dall'inizio del secolo erano state gradualmente eliminate a favore delle scuole multigrado introdotte nelle aree urbane. In un altro cambiamento, i distretti scolastici hanno spostato il funzionamento degli autobus dagli autobus gestiti da singoli individui alle flotte di proprietà del distretto (gestite dai dipendenti del distretto).

### Anni '50 -'60
Dal 1950 al 1982, la generazione dei baby boomer frequentava le scuole elementari o superiori, portando a un aumento significativo della popolazione studentesca in tutto il Nord America; questo fu un fattore che influenzò direttamente la produzione di scuolabus per oltre tre decenni.
Durante gli anni '50, quando la popolazione studentesca iniziò a crescere, iniziarono ad entrare in produzione scuolabus più grandi. Per aumentare la capacità di posti a sedere (file di sedili extra), i produttori iniziarono a produrre carrozzerie su telai di autocarri più pesanti; anche gli scuolabus in stile transito sono cresciuti di dimensioni. Nel 1954 fu introdotto il primo scuolabus con motore diesel, con il primo scuolabus ad asse tandem nel 1955 (un Crown Supercoach, che ampliava i posti a sedere a 91 passeggeri).
Per migliorare l'accessibilità, alla fine degli anni '50, i produttori hanno sviluppato un'opzione di ascensore per sedie a rotelle sul marciapiede per il trasporto di passeggeri su sedia a rotelle. In forma modificata, il design rimane in uso oggi.
Durante gli anni '50 e '60, i produttori iniziarono anche a sviluppare progetti per piccoli scuolabus, ottimizzati per percorsi urbani con strade strette e affollate insieme a percorsi rurali troppo isolati per un autobus a grandezza naturale. Per questo ruolo, i produttori iniziarono inizialmente a utilizzare veicoli utilitari verniciati di giallo come l'International Travelall e la Chevrolet Suburban. Come altra alternativa, i produttori iniziarono a utilizzare furgoni passeggeri, come Chevrolet Van/GMC Handi-Van, Dodge A100 e Ford Econoline; insieme alla vernice gialla, questi veicoli erano dotati di spie rosse. Sebbene più manovrabili, gli scuolabus automobilistici non offrivano l'abitacolo rinforzato di uno scuolabus a grandezza naturale.

#### Integrità strutturale
Durante gli anni '60, come per le autovetture standard, iniziarono a sorgere preoccupazioni per la protezione dei passeggeri in incidenti stradali catastrofici. A quel tempo, il punto debole della struttura erano le giunzioni; dove pannelli e pezzi erano rivettati insieme, i giunti potevano rompersi causando incidenti gravi, con la carrozzeria dell'autobus che causava danni ai passeggeri.
Dopo aver sottoposto un autobus a un test di ribaltamento nel 1964, nel 1969, Ward Body Works ha sottolineato che gli elementi di fissaggio avevano un effetto diretto sulla qualità dei giunti (e che i produttori di carrozzerie utilizzavano relativamente pochi rivetti e elementi di fissaggio). Nella sua ricerca, la Wayne Corporation scoprì che le articolazioni del corpo erano esse stesse i punti deboli. Nel 1973, per ridurre il rischio di separazione dei pannelli della carrozzeria, Wayne introdusse il Wayne Lifeguard, una carrozzeria per scuolabus con fianchi e tetto saldati in un unico pezzo.

### Anni '70
Durante gli anni '70, gli scuolabus subirono una serie di aggiornamenti progettuali legati alla sicurezza.
Negli anni '70 lo scuolabus si espanse ulteriormente, per ragioni controverse; un certo numero di città più grandi ha iniziato a prendere in autobus gli studenti nel tentativo di integrare le scuole dal punto di vista etnico. Per necessità, l'utilizzo aggiuntivo ha creato un'ulteriore domanda per la produzione di autobus.

#### Norme di sicurezza del settore
Dal 1939 al 1973, la produzione di scuolabus è stata in gran parte autoregolamentata. Nel 1973 entrarono in vigore i primi regolamenti federali che disciplinavano gli scuolabus, poiché FMVSS 217 era richiesto per gli scuolabus; il regolamento disciplinava le specifiche delle porte/finestre delle uscite di emergenza posteriori. Seguendo l'attenzione sull'integrità strutturale degli scuolabus, NHTSA ha introdotto i quattro standard federali di sicurezza dei veicoli a motore per gli scuolabus, applicati il 1 aprile 1977, apportando cambiamenti significativi alla progettazione, ingegneria e costruzione di scuolabus e un sostanziale miglioramento delle prestazioni di sicurezza.
Sebbene molte modifiche relative agli standard di sicurezza del 1977 siano state apportate sotto la struttura della carrozzeria (per migliorare la resistenza agli urti), il cambiamento più visibile è stato per i sedili dei passeggeri. Al posto dei sedili passeggeri con schienale in metallo visti dagli anni '30, il regolamento ha introdotto sedili più alti con spesse imbottiture sia davanti che dietro, che fungono da barriera protettiva. Ulteriori miglioramenti sono stati il risultato dei continui sforzi della National Highway Traffic Safety Administration (NHTSA) e di Transport Canada degli Stati Uniti, nonché dell'industria degli autobus e di vari sostenitori della sicurezza. A partire dalla produzione del 2020, tutti questi standard rimangono in vigore. 
| Norme NHTSA 1973-1977 per scuolabus                                                              | Norme NHTSA 1973-1977 per scuolabus | Norme NHTSA 1973-1977 per scuolabus |
| Nome standard                                                                                    | Data di entrata in vigore           | Requisiti |
| ------------------------------------------------------------------------------------------------ | ----------------------------------- | --- |
| Standard n. 217 - Uscite di emergenza degli autobus e blocco e rilascio dei finestrini           | 1 settembre 1973                    | Ciò ha stabilito i requisiti per la ritenzione e il rilascio dei finestrini degli autobus per ridurre la probabilità di espulsione dei passeggeri in caso di incidenti e per le uscite di emergenza per facilitare l'uscita dei passeggeri in caso di emergenza. Richiede inoltre che ogni scuolabus abbia un sistema di interblocco per impedire l'avviamento del motore se una porta di emergenza è bloccata e un allarme che suona se una porta di emergenza non è completamente chiusa mentre il motore è in funzione. |
| Standard n. 220 – Protezione contro il ribaltamento dello scuolabus                              | 1 aprile 1977                       | Ciò ha stabilito i requisiti prestazionali per la protezione contro il ribaltamento dello scuolabus, per ridurre morti e feriti dovuti al cedimento della struttura della carrozzeria di uno scuolabus per resistere alle forze incontrate in caso di ribaltamento. |
| Standard n. 221 - Forza articolare del corpo dello scuolabus                                     | 1 aprile 1977                       | Ciò ha stabilito i requisiti per la resistenza dei giunti dei pannelli della carrozzeria nelle carrozzerie degli scuolabus, per ridurre morti e feriti derivanti dal collasso strutturale delle carrozzerie degli scuolabus durante gli incidenti. |
| Standard n. 222 - Posti a sedere dei passeggeri degli autobus scolastici e protezione dagli urti | 1 aprile 1977                       | Questo ha stabilito i requisiti di protezione degli occupanti per i sedili dei passeggeri degli scuolabus e le barriere di contenimento, per ridurre morti e feriti dall'impatto degli occupanti dello scuolabus contro le strutture all'interno del veicolo durante incidenti e manovre di guida improvvise. |
| Standard n. 301 – Integrità del sistema di alimentazione – Scuolabus                             | 1 aprile 1977                       | Questo specifica i requisiti per l'integrità dei sistemi di alimentazione dei veicoli a motore, per ridurre la probabilità di fuoriuscita di carburante e conseguenti incendi durante e dopo gli incidenti. |

### Anni '80 -'90
Nel 1986, con la firma del Commercial Motor Vehicle Safety Act, i conducenti di scuolabus negli Stati Uniti divennero tenuti ad acquisire una patente di guida commerciale (CDL). Sebbene i CDL fossero emessi dai singoli stati, il requisito CDL federale garantiva che i conducenti di tutti i veicoli di grandi dimensioni (come gli scuolabus) avessero un livello di formazione costante.
In contrasto con l'attenzione degli anni '70 sull'integrità strutturale, i progressi del design durante gli anni '80 e '90 si sono concentrati sul guidatore. Nel 1979 e nel 1980, International Harvester e Ford hanno introdotto ciascuno un telaio per autobus di nuova generazione, seguito da General Motors nel 1984.
Oltre alla sicurezza, i produttori di carrozzerie e telai hanno cercato di promuovere il risparmio di carburante degli scuolabus. Durante gli anni '80, i motori diesel sono diventati ampiamente utilizzati negli scuolabus convenzionali e di piccole dimensioni, sostituendo gradualmente i motori a benzina. Nel 1987, International è diventato il primo produttore di telai a offrire esclusivamente motori diesel, seguito da Ford nel 1990.

#### Transizioni del produttore
Nel 1980, gli scuolabus erano prodotti da sei produttori di carrozzerie (Blue Bird, Carpenter, Superior, Thomas, Ward, Wayne) e tre produttori di telai (Ford, General Motors e International Harvester); in California, due produttori (Crown e Gillig) producevano scuolabus in stile transito utilizzando telai proprietari (venduti principalmente lungo la costa occidentale). Dal 1980 al 2001, tutti e otto i produttori di autobus subiranno periodi di lotte e cambi di proprietà. Nel 1980, Ward dichiarò bancarotta, riorganizzandosi come AmTran nel 1981. Lo stesso anno, Superior fu liquidata dalla sua società madre, chiudendo i battenti. Sotto la sua gestione aziendale, Superior è stata divisa in due produttori, con Mid Bus introducendo piccoli autobus nel 1981 e una Superior riorganizzata che produce autobus a grandezza naturale dal 1982 al 1985. Alla fine del 1989, Carpenter dichiarò bancarotta, uscendone nel 1990; Gillig ha prodotto il suo ultimo scuolabus nel 1993. A seguito di diversi cambi di proprietà, la Wayne Corporation è stata liquidata nel 1992; il successore Wayne Wheeled Vehicles è stato chiuso nel 1995. Nel 2001, Carpenter ha chiuso i battenti.
Durante gli anni '90, mentre i produttori di carrozzerie si assicuravano il loro futuro, le aziende a conduzione familiare furono sostituite da filiali mentre i produttori subivano fusioni, joint venture e acquisizioni con i principali fornitori di telai. Nel 1991, Navistar iniziò l'acquisizione di AmTran (acquisendola completamente nel 1995), eliminando gradualmente il marchio Ward nel 1993. Nel 1998, Carpenter è stata acquisita da Spartan Motors e Thomas Built Buses è stata venduta a Freightliner; quest'ultimo è stato l'ultimo grande produttore di scuolabus operante sotto il controllo della famiglia.
Parallelamente all'introduzione del Mid Bus nel 1981, Corbeil iniziò la produzione in Canada e negli Stati Uniti nel 1985. Dopo la seconda (e ultima) chiusura di Superior nel 1986, New Bus Company acquisì i diritti sul design della sua carrozzeria, producendo autobus dal 1988 al 1989. Nel 1991, TAM-USA era una joint venture per produrre il TAM 252 A 121. Assemblato in Slovenia con assemblaggio finale in California, il veicolo TAM doveva essere il primo scuolabus del mercato americano importato dall'Europa.

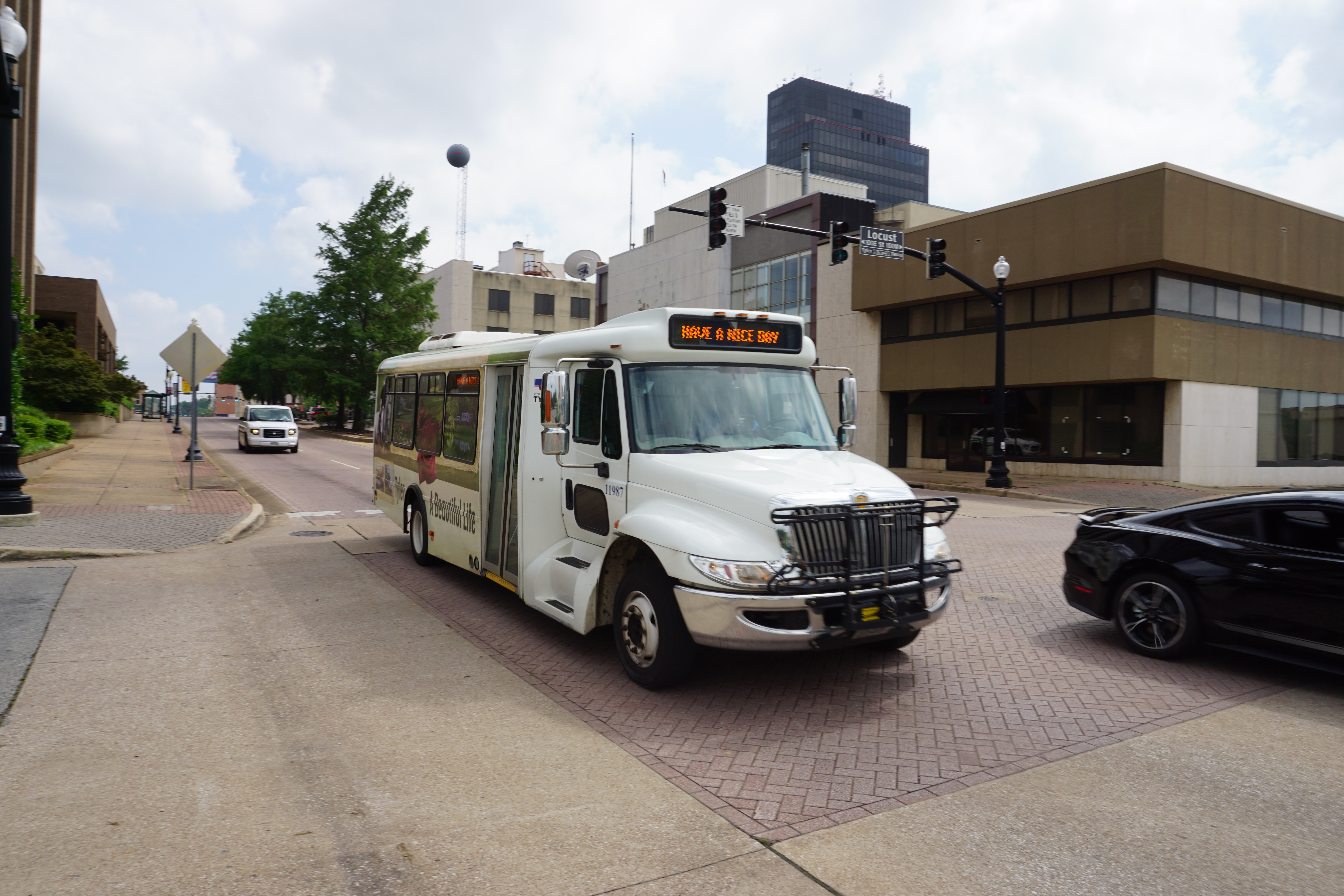
Questo telaio a spacco (Cutaway van chassis) International DuraStar ha una carrozzeria per minibus a pianale ribassato creata dal produttore di seconda fase IC Bus.

La General Motors è uscita dal segmento dopo il 2003. Sia Ford che GM continuano la produzione oggi, concentrandosi sui telai dei furgoni a telaio a spacco (Cutaway van chassis).

### 2000-presente
L'inizio del 21º secolo introdurrà ampi cambiamenti nella produzione di scuolabus. Sebbene l'assemblaggio dei veicoli abbia visto pochi cambiamenti diretti, il consolidamento del produttore e la contrazione del settore hanno effettivamente posto fine alla pratica dei clienti che selezionano i produttori di carrozzerie e telai in modo indipendente.
Tra il 2004 e il 2008, Advanced Energy, un'organizzazione no-profit basata su NC creata dalla NC Utilities Commission, ha iniziato uno sforzo per passare agli scuolabus ibridi plug-in. Una fattibilità commerciale e tecnica ha dimostrato i vantaggi e nel 2006 20 distretti hanno assegnato un contratto agevolato da Advanced Energy a IC Bus per la produzione degli autobus. Sebbene gli autobus abbiano prodotto vantaggi significativi, sono stati progressivamente interrotti quando la produzione di sistemi ibridi Enova è svanita a causa di difficoltà finanziarie.
Nel 2011 è stata fondata Lion Bus (ribattezzata Lion Electric Company) di Saint-Jérôme, Quebec, segnando il primo ingresso nel segmento in oltre 20 anni da parte di un produttore di autobus a grandezza naturale. Utilizzando un telaio fornito da Spartan Motors, Lion produce scuolabus in stile convenzionale, il suo design presenta diversi primati per la produzione di scuolabus. Insieme a una larghezza della carrozzeria di 102 pollici, per resistere alla corrosione, Lion utilizza pannelli della carrozzeria in composito al posto dell'acciaio. Nel 2015, Lion ha introdotto l'eLion, il primo scuolabus prodotto in serie con un propulsore completamente elettrico.

#### Stabilità del segmento manifatturiero
Nel 2008, Starcraft Bus è entrata nel segmento, producendo scuolabus su telaio cutaway (un prototipo del 2011 che utilizzava un telaio Hino non è mai stato prodotto). Nel 2009, Blue Bird e Girardin sono entrati in una joint venture, denominata Micro Bird; Girardin sviluppa e produce la linea di prodotti per piccoli autobus Blue Bird in Canada. La fondazione nel 2011 di Lion Bus ha segnato il ritorno della produzione di autobus in Canada (con i primi autobus a grandezza naturale di marca canadese venduti negli Stati Uniti). Durante gli anni 2010, Collins ha ritirato i marchi Mid Bus e Corbeil (rispettivamente nel 2013 e nel 2016).

#### Innovazioni sulla sicurezza

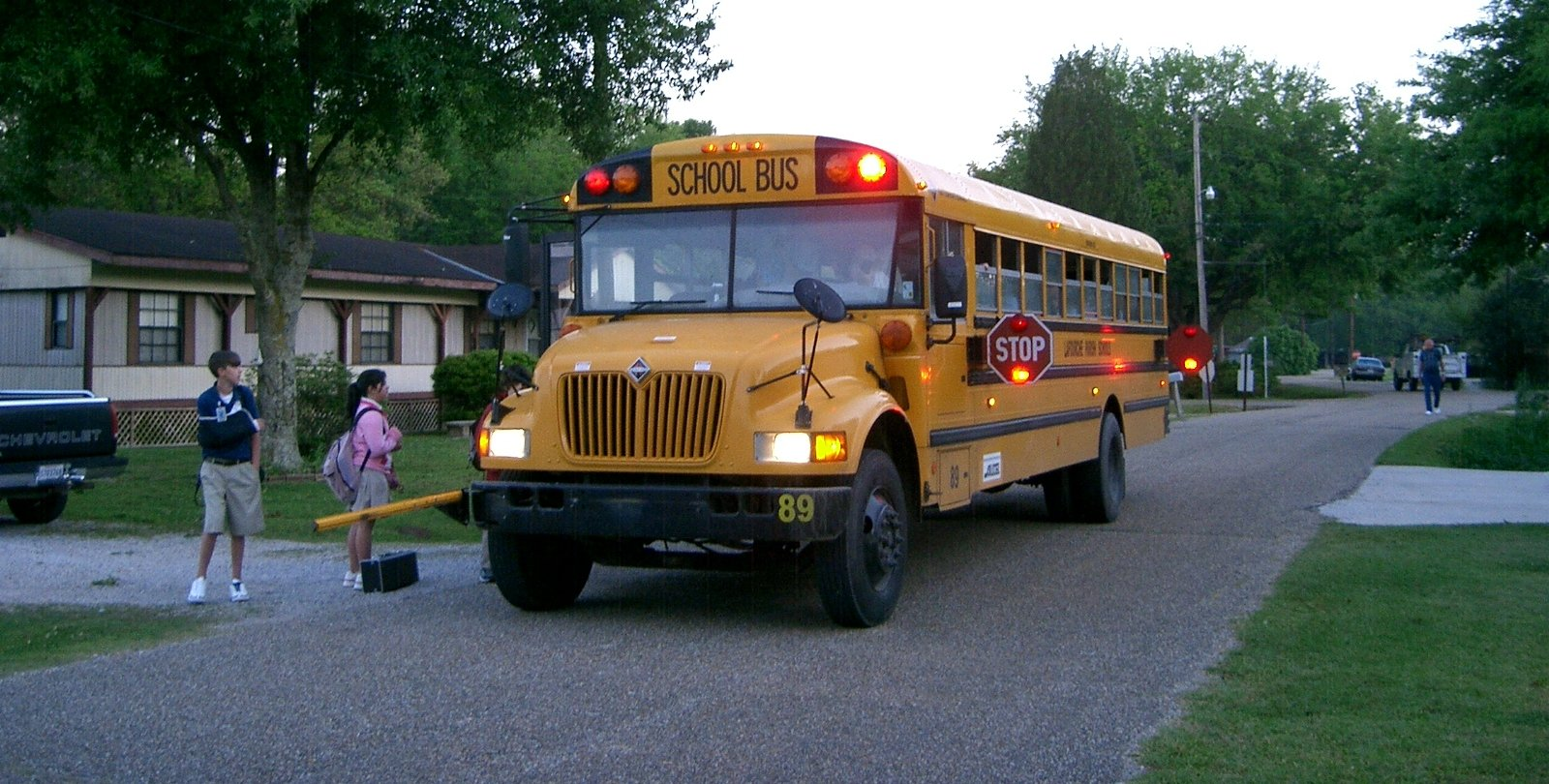
Il braccio trasversale di attraversamento può essere visto in uso. Da notare la presenza della barra gialla ruotata sul paraurti anteriore.

Durante gli anni 2000, la sicurezza degli scuolabus ha adottato una serie di progressi evolutivi. Per migliorare ulteriormente la visibilità per gli altri conducenti, i produttori hanno iniziato a sostituire le luci a incandescenza con LED per luci di marcia, indicatori di direzione, luci dei freni e spie. Le braccia di attraversamento dello scuolabus (school bus crossing arm), introdotte per la prima volta alla fine degli anni '90, sono diventate più diffuse. L'elettronica ha assunto un nuovo ruolo nel funzionamento degli scuolabus. Per aumentare la sicurezza dei bambini, sono stati sviluppati sistemi di allarme per evitare che i bambini vengano lasciati sugli scuolabus incustoditi durante la notte. Negli anni 2010 alcuni scuolabus hanno iniziato ad adottare telecamere esterne sincronizzate con il dispiegamento dei bracci di arresto esterni. A bordo i dispositivi di localizzazione GPS hanno assunto un duplice ruolo di gestione della flotta e localizzazione, consentendo la gestione interna dei costi e anche di avvisare i genitori e gli studenti in attesa della posizione in tempo reale del loro autobus. Le cinture di sicurezza negli scuolabus hanno subito una riprogettazione, con le cinture di sicurezza del tipo addominale gradualmente eliminate a favore delle cinture di sicurezza a 3 punti.

## Panoramica del design
Secondo la National Highway Traffic Safety Administration (NHTSA) e il National Transportation Safety Board (NTSB), gli scuolabus sono il tipo di veicolo stradale più sicuro. In media, ogni anno cinque morti coinvolgono bambini in età scolare su uno scuolabus; statisticamente, uno scuolabus è oltre 70 volte più sicuro che andare a scuola in macchina. Molte vittime legate agli scuolabus sono passeggeri di altri veicoli e pedoni (solo il 5% sono occupanti di autobus). Dallo sviluppo iniziale di standard coerenti per gli scuolabus nel 1939, molte delle successive modifiche agli scuolabus negli ultimi otto decenni sono state legate alla sicurezza, in particolare in risposta a normative più rigorose adottate dai governi statali e federali.
Sin dall'adozione del giallo come colore standard nel 1939, gli scuolabus integrano deliberatamente il concetto di visibilità nel loro design. Quando si effettuano consegne o ritiri di studenti, la legge sul traffico dà la priorità agli scuolabus rispetto ad altri veicoli; per fermare il traffico sono dotati di lampeggianti e segnale di stop.

### Tipi
Esistono quattro tipi di scuolabus prodotti dai produttori in Nord America. Gli scuolabus più piccoli sono designati di tipo A (autobus corto); un formato più grande (con carrozzeria su telaio nudo con motore anteriore) sono designati autobus di tipo B. I grandi scuolabus includono il Tipo C (carrozzeria su telaio di autocarro medio con cappuccio) e il Tipo D (carrozzeria su telaio nudo "a controllo avanzato" o "a spinta"). Gli autobus di tipo C sono il design più comune, mentre gli autobus di tipo D sono i veicoli più grandi.
Tutti gli scuolabus hanno un design a un piano con ingresso a gradino. Negli Stati Uniti e in Canada, le carrozzerie degli autobus sono limitate a una larghezza massima di 2,59 m (102 pollici) e una lunghezza massima di 13,7 m (45 piedi). La capacità di posti a sedere è influenzata sia dalla lunghezza della carrozzeria che dalle specifiche dell'operatore, con i modelli più grandi che possono ospitare fino a 90 passeggeri.

#### Altri formati
Un Multi-Function School Activity Bus (MFSAB) è un autobus destinato all'uso sia nel settore privato che nel sistema educativo. Pur condividendo una struttura del corpo con uno scuolabus, un MFSAB non è progettato per l'uso nel servizio di percorso, in quanto non è dotato di dispositivi di controllo del traffico (ad esempio, spie rosse, braccio di arresto) né è dipinto di giallo per lo scuolabus. All'interno del sistema educativo, il design è utilizzato principalmente per attività extrascolastiche che richiedono il trasporto in autobus; nel settore privato, l'MFSAB è inteso come sostituto dei furgoni da 15 passeggeri (non più legali per il trasporto di bambini né nel settore pubblico né in quello privato). Molti esempi derivano da autobus di tipo A (con derivati di autobus scolastici a grandezza naturale offerti anche).

### Caratteristiche

#### Livrea
Per identificarli specificamente come tali, gli scuolabus appositamente costruiti sono dipinti di una specifica tonalità di giallo, progettata per ottimizzare la loro visibilità per gli altri conducenti. Oltre alla segnaletica "Scuolabus" nella parte anteriore e posteriore sopra la linea del finestrino, gli scuolabus sono etichettati con il nome dell'operatore (distretto scolastico o appaltatore di autobus) e un numero di identificazione.

##### Colore giallo
Al di fuori degli Stati Uniti e del Canada, l'associazione del giallo con gli scuolabus ha portato al suo utilizzo sugli scuolabus in tutto il mondo (sebbene non necessariamente richiesto dalle specifiche del governo). Alcune aree che istituiscono servizi di trasporto scolastico hanno condotto valutazioni sugli scuolabus americani che adottano il colore giallo; per adattarsi meglio alle condizioni climatiche locali, altri governi hanno stabilito i propri requisiti di colore, favorendo altri colori ad alta visibilità (come il bianco o l'arancione).

##### Marcature retroriflettenti
Mentre il suo esterno giallo lo rende più evidente di altri veicoli, uno scuolabus può rimanere difficile da vedere in alcune condizioni di scarsa visibilità, tra cui alba o tramonto, maltempo (tutte le stagioni) e nelle zone rurali. Per migliorare ulteriormente la loro visibilità (verso altri veicoli), molti governi statali e provinciali (ad esempio, Colorado) richiedono l'uso di nastro riflettente giallo sugli scuolabus. Contrassegnando la lunghezza, la larghezza, l'altezza e, in alcuni casi, identificando l'autobus come scuolabus, il nastro riflettente rende il veicolo più visibile in condizioni di scarsa illuminazione, contrassegnando anche tutte le uscite di emergenza (così il personale di soccorso può trovarle rapidamente al buio). Altri requisiti includono la scritta riflettente "School Bus" (o l'uso di un'insegna con illuminazione frontale).
Il requisito equivalente in Canada è quasi identico; l'unica differenza è che il rosso non può essere utilizzato come colore retroriflettente.

#### Dispositivi di sicurezza
Per soddisfare i requisiti federali e statali, gli scuolabus sono dotati di una serie di dispositivi di sicurezza per prevenire incidenti e lesioni e ai fini della sicurezza.

##### Sistemi a specchio
Durante la guida e durante il carico/scarico degli studenti, una priorità fondamentale per un autista di scuolabus è mantenere una visuale adeguata attorno al proprio veicolo; gli angoli ciechi formati dallo scuolabus possono rappresentare un rischio significativo per i conducenti di autobus e il traffico, nonché per i pedoni.
Negli Stati Uniti, circa 2⁄3 degli studenti uccisi fuori dallo scuolabus non vengono investiti da altri veicoli, ma dal proprio autobus. Per combattere questo problema, gli scuolabus sono dotati di sistemi di specchi sofisticati e completi. Nelle riprogettazioni delle carrozzerie degli scuolabus, la visibilità del conducente e la visuale complessiva sono diventate considerazioni importanti. Rispetto agli scuolabus degli anni '80, gli scuolabus degli anni 2000 hanno parabrezza molto più grandi e meno e/o punti ciechi più piccoli.

##### Uscite di emergenza
Ai fini dell'evacuazione, gli scuolabus sono dotati di almeno un'uscita di emergenza (oltre alla porta di accesso principale). La porta di uscita di emergenza montata posteriormente è una caratteristica progettuale adottata dai carri trainati da cavalli (l'ingresso era montato posteriormente per non disturbare i cavalli); negli scuolabus con motore posteriore, la porta è sostituita da un finestrino di uscita montato sopra il vano motore (integrato da una porta di uscita montata lateralmente). Ulteriori uscite possono trovarsi nel tetto (botole sul tetto), uscite di finestre e/o porte di uscita di emergenza laterali. Tutti sono aperti mediante l'uso di chiusure a sgancio rapido che attivano un allarme.

##### Videosorveglianza
Dagli anni '90, le videocamere sono diventate apparecchiature comuni installate all'interno degli scuolabus. Poiché la tecnologia di registrazione è passata dal VHS alle fotocamere digitali, gli scuolabus hanno adottato sistemi a più telecamere, fornendo sorveglianza da più punti di osservazione.
Sebbene utilizzate principalmente per monitorare e registrare il comportamento dei passeggeri, le videocamere sono state utilizzate anche nelle indagini sugli incidenti che coinvolgono gli scuolabus. Il 28 marzo 2000, uno scuolabus della contea di Murray, in Georgia, è stato investito da un treno merci CSX a un passaggio a livello non segnalato; tre bambini sono stati uccisi. L'autista dell'autobus ha affermato di essersi fermato e di aver cercato i treni in avvicinamento prima di procedere sui binari, come previsto dalla legge, ma la telecamera di bordo ha registrato che l'autobus in realtà non si era fermato.
Negli anni 2010 sono entrate in uso telecamere montate all'esterno sincronizzate con i bracci di arresto. Le telecamere fotografano i veicoli che passano illegalmente davanti all'autobus quando il suo braccio di arresto e le luci di segnalazione sono in uso (commettendo così una violazione in movimento).

#### Sistemi di ritenuta
A differenza delle automobili e di altri veicoli passeggeri leggeri, gli scuolabus non sono generalmente dotati di sistemi di ritenuta attivi, come le cinture di sicurezza; se le cinture di sicurezza debbano essere un requisito è stato oggetto di controversia. Dagli anni '70, gli scuolabus hanno utilizzato il concetto di compartimentazione come sistema di ritenuta passivo durante la fine degli anni 2000 e 2010, il design delle cinture di sicurezza è passato, con sistemi di ritenuta a 3 punti che sostituiscono le cinture addominali.
A partire dal 2015, le cinture di sicurezza sono un requisito in almeno cinque stati: California, Florida, New Jersey, New York e Texas; Il Canada non richiede la loro installazione (a livello provinciale). Degli stati che equipaggiano gli autobus con cinture di sicurezza a due punti (Florida, Louisiana, New Jersey e New York), solo il New Jersey richiede l'uso della cintura di sicurezza da parte dei motociclisti. In altri stati, spetta al distretto o all'operatore se richiedere o meno ai motociclisti di utilizzarli.

##### Restrizioni passive (compartimentalizzazione)
Secondo la National Highway Transportation Association (NHTSA), gli studi completati in precedenza sugli scuolabus hanno dimostrato che, a causa delle loro dimensioni e della loro pesantezza, gli scuolabus non richiedevano l'uso delle cinture di sicurezza. Le informazioni raccolte in studi precedenti hanno mostrato che le dimensioni di un autobus, combinate con il design del sedile e il materiale nello spazio tra i sedili stessi, hanno dimostrato che non c'era bisogno di cinture di sicurezza su uno scuolabus. Un autobus è più grande e più pesante di un normale veicolo passeggeri e potrebbe distribuire uniformemente la forza dell'urto. In combinazione con lo spazio tra i sedili e il design, è stato possibile evitare gravi lesioni. Questo attributo non viene trasferito a un piccolo autobus a causa delle sue dimensioni inferiori; gli autobus con un GVWR inferiore a 10.000 libbre devono avere le cinture di sicurezza.
Tuttavia, i recenti incidenti che hanno coinvolto scuolabus che hanno causato lesioni gravi (se non mortali) hanno indotto il National Transportation Safety Board a condurre nuovi test per verificare la legittimità di questa pratica continua. Dopo aver completato questi test a causa di incidenti di autobus nel 2016, hanno raccomandato che i nuovi autobus in costruzione debbano avere sia l'imbracatura addominale che quella per le spalle. Hanno anche raccomandato che 42 stati aggiungano le cinture di sicurezza come requisito. Ci sono alcuni stati che hanno già aggiunto la cintura addominale. Questo studio ha fatto sì che l'NTSB raccomandasse di aggiungere imbracature per le spalle a quegli stati che hanno già una cintura addominale.
Nel 1967 e nel 1972, come parte di uno sforzo per migliorare la protezione dagli urti negli scuolabus, i ricercatori dell'UCLA hanno svolto un ruolo nel futuro del design degli interni degli scuolabus. Utilizzando i sedili con schienale in metallo allora in uso come mezzo di confronto, diversi nuovi modelli di sedili sono stati studiati durante i crash test. In conclusione, i ricercatori dell'UCLA hanno scoperto che il design più sicuro era uno schienale imbottito alto 28 pollici distanziato di un massimo di 24 pollici l'uno dall'altro, utilizzando il concetto di compartimentazione come contenimento passivo. Mentre i ricercatori dell'UCLA hanno scoperto che i sedili compartimentati sono il design più sicuro, hanno scoperto che i sistemi di ritenuta attivi (come le cinture di sicurezza) sono i prossimi in termini di importanza per la sicurezza dei passeggeri. Nel 1977, FMVSS 222 ha imposto una modifica ai sedili compartimentati, sebbene il requisito di altezza sia stato abbassato a 24 pollici. Secondo l'NTSB, il principale svantaggio dei sedili con ritenuta passiva è la loro mancanza di protezione in caso di collisioni con impatto laterale (con veicoli più grandi) e situazioni di ribaltamento. Sebbene in base alla progettazione, gli studenti siano protetti dalla parte anteriore a quella posteriore dalla compartimentazione, consente il potenziale di espulsione in altre situazioni di incidente (comunque raro).

##### Sistemi di ritenuta attivi (cinture di sicurezza)
Lo standard federale per la sicurezza dei veicoli a motore (FMVSS) 222 è stato introdotto nel 1977, richiedendo restrizioni passive e standard di integrità strutturale più rigorosi; come parte della legislazione, le cinture di sicurezza erano esentate dagli scuolabus con un peso lordo del veicolo (GVWR) superiore a 10.000 libbre.
Nel 1987, New York è diventato il primo stato a richiedere le cinture di sicurezza sugli scuolabus a grandezza naturale (aumentando l'altezza del sedile a 28 pollici); il requisito non ne imponeva l'uso. Nel 1992, il New Jersey ha seguito l'esempio, diventando il primo stato a richiederne l'uso, rimanendo l'unico stato a farlo. Al di fuori del Nord America, la Gran Bretagna ha imposto le cinture di sicurezza nel 1995 per i minibus utilizzati nel trasporto degli studenti. Nel 2004, la California è diventata il primo stato a richiedere cinture di sicurezza a 3 punti (su piccoli autobus; autobus di grandi dimensioni, 2005 ), con il Texas che è diventato il secondo nel 2010.
Nel 2011, FMVSS 222 è stato rivisto per migliorare la protezione degli occupanti nei piccoli scuolabus (Tipo A). Oltre a richiedere sistemi di ritenuta a 3 punti (al posto delle cinture addominali), la revisione ha creato standard di progettazione per il loro utilizzo negli scuolabus a grandezza naturale. Mentre in precedenza riduceva la capacità di posti a sedere fino a un terzo, NHTSA ha riconosciuto una nuova tecnologia che consente di utilizzare le cinture di sicurezza per tre bambini piccoli (età scolare) o due bambini più grandi (età liceale) per posto. Nell'ottobre 2013, la National Association of State Director of Pupil Transportation Services (NASDPTS) ha recentemente dichiarato alla conferenza annuale sui trasporti (NAPT) che ora supporta pienamente le cinture di sicurezza a tre punti sugli scuolabus.
The Fifth Estate della CBC Television è stato critico nei confronti di uno studio di Transport Canada del 1984, un crash test di uno scuolabus che si scontrava frontalmente che suggeriva che le cinture di sicurezza (all'epoca, che erano cinture addominali a due punti) interferirebbe con il sistema di sicurezza passiva della compartimentazione. Questo era diventato "lo studio più ampiamente citato" in Nord America, secondo le autorità di regolamentazione statunitensi, ed è stato spesso citato per decenni dai consigli scolastici e dai produttori di autobus di tutto il continente come motivo per non installare le cinture di sicurezza. Transport Canada ha mantenuto la sua posizione contro l'installazione delle cinture di sicurezza sugli scuolabus, nonostante numerosi studi più recenti e incidenti reali dimostrino che la compartimentazione non potrebbe proteggere da impatti laterali, ribaltamenti e tamponamenti; cosa che sarebbe stata evitata implementando cinture di sicurezza a tre punti che avrebbero impedito agli occupanti di essere sbalzati dai sedili.

## Operazioni
Ogni anno negli Stati Uniti e in Canada, gli scuolabus forniscono circa 8 miliardi di viaggi studenteschi da casa e da scuola. Ogni giorno di scuola nel 2015, quasi 484.000 scuolabus hanno trasportato 26,9 milioni di bambini da e verso la scuola e le attività scolastiche; oltre la metà della popolazione studentesca K-12 degli Stati Uniti viene trasportata con lo scuolabus. Al di fuori del Nord America, i veicoli appositamente costruiti per il trasporto degli studenti sono meno comuni. A seconda della località, gli studenti si recano a scuola su autobus di transito (su percorsi solo scolastici), pullman o una varietà di altri autobus.
Mentre le operazioni degli scuolabus variano notevolmente in base alla località, negli Stati Uniti e in Canada, i servizi di scuolabus operano indipendentemente dal trasporto pubblico, con le proprie fermate e orari degli autobus, coordinati con gli orari delle lezioni scolastiche.

### Licenza
I conducenti di scuolabus negli Stati Uniti devono essere in possesso di una patente di guida commerciale (CDL). Gli scuolabus a grandezza naturale sono generalmente considerati veicoli di classe B; la maggior parte degli scuolabus basati su furgoni sono considerati veicoli di classe C. Oltre a un'approvazione standard P (passeggero), i conducenti di scuolabus devono acquisire un'approvazione S (scuolabus) separata; insieme a un test scritto e di guida, l'approvazione richiede un controllo dei precedenti e un controllo del registro degli autori di reati sessuali.

### Carico e scarico
In passato, i corrimano all'ingresso dello scuolabus rappresentavano un potenziale rischio per gli studenti; quando i passeggeri scendevano da un autobus, oggetti come cordoncini o altri indumenti larghi potevano essere catturati se l'autista non se ne accorgeva e trascinati via con lo studente intrappolato nella portiera. Per ridurre al minimo questo rischio, i produttori di scuolabus hanno riprogettato i corrimano e le attrezzature nell'area dei gradini. Nel suo manuale sui corrimano degli autobus scolastici, l'NHTSA ha descritto una semplice procedura di test per identificare i corrimano a gradini non sicuri.

#### Priorità del traffico
Durante il carico e lo scarico degli studenti, gli scuolabus hanno la capacità di fermare il traffico, utilizzando un sistema di spie luminose e bracci di arresto, un segnale di stop che viene distribuito dall'autobus per fermare il traffico quando la porta viene aperta.

#### Spie luminose e bracci di arresto
Un interruttore rotativo motorizzato alimentava alternativamente le luci rosse montate a sinistra ea destra della parte anteriore e posteriore dell'autobus, creando un effetto wig-wag. L'attivazione avveniva in genere tramite un interruttore meccanico collegato al controllo della porta. Tuttavia, su alcuni autobus (come i modelli Gillig's Transit Coach e Kenworth-Pacific School Coach) l'attivazione del sistema di spie luminose sul tetto avveniva tramite l'uso di un interruttore sensibile alla pressione su una leva di arresto a comando manuale situata a sinistra del posto di guida sotto il finestrino. Ogni volta che la pressione veniva alleviata estendendo la paletta di arresto, la corrente elettrica veniva attivata al relè. Negli anni '50 sono state sviluppate lenti in plastica di avvertimento, sebbene le luci di avvertimento (con lenti in vetro incolore) utilizzassero lampade a raggio sigillato fino alla metà degli anni 2000, quando sono entrati in uso i diodi a emissione di luce (LED ). Le spie luminose inizialmente utilizzate per gli scuolabus erano costituite da quattro spie luminose rosse. Con l'adozione di FMVSS 108 nel gennaio 1968, quattro luci aggiuntive, denominate luci di avvertimento anticipato, furono gradualmente aggiunte agli scuolabus; questi erano di colore ambra e montati all'interno delle spie rosse. Destinati a segnalare una fermata imminente ai conducenti, poiché la porta d'ingresso è stata aperta alla fermata, sono stati cablati per essere ignorati dalle luci rosse e dal segnale di stop. Sebbene i sistemi rosso e ambra siano stati adottati da molti stati e province durante gli anni '70 e '80, i sistemi tutto rosso rimangono in uso in alcune località come Saskatchewan e Ontario, Canada, autobus più vecchi della California, così come su autobus costruiti in Wisconsin prima del 2005.
L'Ontario School Bus Association ha contestato l'efficacia del sistema di allarme a 8 luci tutto rosso dell'Ontario, affermando che l'uso del rosso sia per i segnali di avviso di anticipo che per quello di arresto è soggetto a interpretazioni errate del conducente. L'Associazione afferma che molti automobilisti hanno solo una vaga comprensione delle leggi sull'arresto degli scuolabus dell'Ontario e che pochi conducenti sanno che è legale sorpassare uno scuolabus con le luci di avvertimento interne (anticipo) attivate. Il Transport Development Centre di Transport Canada ha confrontato l'efficacia del sistema tutto rosso con il sistema rosso ambra e ha scoperto che i conducenti hanno il 21% in più di probabilità di superare in sicurezza uno scuolabus quando vengono presentati con segnali di anticipo color ambra anziché rossi. Transport Canada afferma che i segnali di anticipo color ambra hanno dimostrato di essere leggermente superiori ai segnali rossi e raccomanda che i segnali di avvertimento completamente rossi siano sostituiti dal sistema a otto luci nel più breve periodo possibile. Dopo che la questione ha ricevuto l'attenzione dei media, è stata firmata una petizione per passare dalle luci anticipate completamente rosse a quelle color ambra sugli scuolabus dell'Ontario. Il Ministero dei trasporti dell'Ontario (MTO) non ha ancora fornito alcun piano o tempistica per il cambiamento.
Per favorire la visibilità dell'autobus in caso di maltempo, i distretti scolastici e gli operatori degli scuolabus aggiungono luci stroboscopiche lampeggianti sul tetto dell'autobus. Alcuni stati (ad esempio, Illinois) richiedono luci stroboscopiche come parte delle loro specifiche locali.
Durante i primi anni '50, gli stati iniziarono a specificare un braccio del segnale di arresto meccanico che l'autista avrebbe schierato dal lato sinistro dell'autobus per avvertire il traffico di una fermata in corso. La parte del braccio di fermata sporgente davanti al traffico era inizialmente di forma trapezoidale con fermata dipinta sopra. Lo standard federale per la sicurezza dei veicoli a motore n. 131 della US National Highway Traffic Safety Administration regola le specifiche del braccio di arresto come segnale di stop rosso ottagonale regolamentare a doppia faccia di almeno 45 cm (17,7 pollici) di diametro, con bordo bianco e legenda maiuscola. Deve essere catarifrangente e/o dotato di luci rosse lampeggianti alternativamente. In alternativa, lo stop anche la legenda stessa può lampeggiare; questo è comunemente ottenuto con LED rossi. FMVSS 131 stabilisce che il braccio del segnale di arresto sia installato sul lato sinistro dell'autobus e posizionato in modo che quando è esteso, il braccio sia perpendicolare al lato dell'autobus, con il bordo superiore del segnale parallelo entro 6 pollici (15 cm) da un piano orizzontale tangente al bordo inferiore del primo telaio del finestrino del passeggero dietro il finestrino del conducente, e che il centro verticale del braccio del segnale di stop non deve trovarsi a più di 9 pollici (23 cm) dal lato dell'autobus. È necessario un braccio del segnale di arresto; può essere installato anche un secondo. Il secondo braccio di arresto, quando presente, è solitamente montato vicino alla parte posteriore dell'autobus e non è consentito sostenere un arresto o qualsiasi altra legenda sul lato rivolto in avanti quando schierato.
Lo standard canadese, definito nel Canada Motor Vehicle Safety Standard No. 131, è sostanzialmente identico allo standard statunitense. In Alberta e Saskatchewan, l'uso dei bracci dei segnali di arresto è vietato dalle norme sul traffico in più città, citando che forniscono un falso senso di sicurezza agli studenti incoraggiando il jaywalking (l'atto di pedoni che camminano o attraversano una carreggiata che ha traffico, diverso da un punto di attraversamento designato, o altrimenti, in violazione delle regole del traffico) davanti all'autobus piuttosto che attraversare in sicurezza a un incrocio. Questi divieti sono stati oggetto di dibattito pubblico in città come Regina e Prince Albert.

## Impatto ambientale
Poiché l'uso degli scuolabus trasporta gli studenti su una scala molto più ampia rispetto all'auto (in media, l'equivalente di 36 automobili separate), il loro uso riduce l'inquinamento allo stesso modo del car pooling. Attraverso il loro utilizzo di motori a combustione interna, gli scuolabus non sono una forma di trasporto a emissioni zero (rispetto alla bicicletta oa piedi). A partire dal 2017, oltre il 95% degli scuolabus in Nord America è alimentato da motori diesel.
Mentre il diesel offre vantaggi in termini di efficienza del carburante e sicurezza rispetto alla benzina, i gas di scarico del diesel sono diventati una preoccupazione (correlati a problemi di salute). Dall'inizio alla metà degli anni 2000, gli standard sulle emissioni per i motori diesel sono stati notevolmente migliorati; uno scuolabus che soddisfa gli standard sulle emissioni del 2017 è 60 volte più pulito di uno scuolabus del 2002 (e circa 3.600 volte più pulito di un omologo del 1990). Per conformarsi agli standard e ai regolamenti aggiornati, i motori diesel sono stati riprogettati per utilizzare carburante diesel a bassissimo contenuto di zolfo con riduzione catalitica selettiva che diventa una strategia primaria di controllo delle emissioni.

### Combustibili alternativi
Il gas naturale compresso è stato introdotto per la prima volta per gli scuolabus all'inizio degli anni '90 (con Blue Bird che ha costruito il suo primo autobus a metano nel 1991 e Thomas che ha costruito il suo primo nel 1993). A partire dal 2018, il metano è offerto da due produttori di autobus a grandezza naturale (Blue Bird, Thomas) insieme ai telai Ford e General Motors di tipo A.
In un'inversione rispetto agli anni '90, i motori a benzina sono tornati agli scuolabus a grandezza naturale durante gli anni 2010, con Blue Bird che ha introdotto una Vision a benzina per il 2016. A partire dalla produzione attuale, Blue Bird e IC offrono benzina piena autobus di grandi dimensioni; i motori a benzina sono di serie nei telai di tipo A Ford e General Motors. In alternativa, i motori a benzina offrono apparecchiature per le emissioni più semplici (rispetto ai motori diesel) e un'infrastruttura di alimentazione ampiamente disponibile (uno svantaggio dei veicoli GPL/CNG).

### Scuolabus elettrici
In teoria, i percorsi urbani ed extraurbani risultano vantaggiosi per l'utilizzo di un bus elettrico ; la ricarica può essere effettuata prima e dopo che l'autobus sta trasportando gli studenti (quando l'autobus è parcheggiato). All'inizio degli anni '90 sono stati sviluppati diversi prototipi di autobus a batteria come conversioni di scuolabus esistenti; questi sono stati costruiti principalmente per scopi di ricerca.
Durante gli anni 2000, l'elettrificazione degli scuolabus si è spostata verso lo sviluppo di scuolabus ibridi diesel-elettrici. Intesi come mezzo per ridurre al minimo il minimo del motore durante il carico/scarico dei passeggeri e aumentare il risparmio di carburante diesel, gli scuolabus ibridi non sono riusciti a ottenere un'accettazione diffusa. Un fattore chiave del loro fallimento sul mercato è stato il loro prezzo elevato (quasi il doppio del prezzo di uno scuolabus diesel standard) e la complessità del sistema ibrido.
Negli anni 2010, l'elettrificazione degli scuolabus è passata dagli ibridi ai veicoli completamente elettrici, con diversi veicoli che sono entrati in produzione. Trans Tech ha introdotto il prototipo eTrans del 2011 (basato sul camion cabover Smith Electric Newton), successivamente producendo l'SSTe del 2014, un derivato della Ford E-450. Il primo scuolabus elettrico a grandezza naturale è stato il Lion Bus eLion, introdotto nel 2015; a partire dal 2018, sono stati prodotti oltre 150 esemplari.
Durante il 2017 e il 2018, diversi allestitori hanno introdotto prototipi di scuolabus elettrici, con versioni elettriche di Blue Bird All American, Blue Bird Vision, Micro Bird G5 (su telaio Ford E450), IC CE-Series e Thomas Saf-T -Liner C2 in anteprima veicoli di produzione. Nel corso del 2018, Blue Bird, Thomas e IC hanno introdotto prototipi di scuolabus a grandezza naturale destinati alla produzione; Blue Bird intende offrire versioni elettriche dell'intera linea di prodotti.

### 'Autobus' a piedi e in bicicletta
Gli autobus "a piedi" e gli autobus "in bici" (noti come riding school bus per gli studenti) prendono i loro nomi e alcuni dei principi del trasporto pubblico come mezzi per gli studenti per recarsi a scuola sotto la supervisione di un adulto.

## Altri usi
Al di fuori del trasporto studentesco stesso, il design di uno scuolabus è adattato per essere utilizzato per una varietà di applicazioni. Insieme ai veicoli di nuova produzione, le conversioni di scuolabus non più in funzione vedono una vasta gamma di usi. Le qualità desiderate dagli scuolabus comprendono una costruzione robusta (poiché gli scuolabus hanno un corpo e un telaio interamente in acciaio), una grande capacità di posti a sedere e capacità di sollevamento per sedie a rotelle, tra le altre.

### Derivati dello scuolabus

#### Uso della chiesa
Le chiese in tutti gli Stati Uniti usano gli autobus per trasportare i propri fedeli, sia alle funzioni religiose che agli eventi. Un'ampia varietà di autobus è di proprietà delle chiese, a seconda delle esigenze e della convenienza. Gli autobus più grandi possono spesso derivare dagli scuolabus (appena acquistati o di seconda mano). Altre chiese spesso possiedono minibus, spesso dotati di sollevatori per sedie a rotelle. Quando vengono utilizzati derivati dello scuolabus, la livrea del bus della chiesa è dettata dai regolamenti federali, che richiedono la rimozione della scritta "School Bus" e la disabilitazione/rimozione dei bracci di arresto/spie. In alcuni stati, School Bus Yellow deve essere interamente ridipinto.
Nell'uso della chiesa, nel trasporto di adulti e/o bambini, la legge sul traffico non dà la priorità al traffico degli autobus della chiesa nella maggior parte degli stati (Alabama, Arkansas, Kentucky, Tennessee e Virginia sono gli unici stati in cui un autobus della chiesa può fermare il traffico con luci rosse lampeggianti).

### Usi degli scuolabus ritirati dal servizio
A partire dal 2016, l'età media di uno scuolabus negli Stati Uniti è di 9,3 anni. Gli scuolabus possono essere ritirati dal servizio a causa di una serie di fattori, tra cui l'età o il chilometraggio del veicolo, le condizioni meccaniche, la conformità alle emissioni o qualsiasi combinazione di questi fattori. In alcuni stati e province, il ritiro dello scuolabus è richiesto a intervalli di età o chilometraggio specifici, indipendentemente dalle condizioni meccaniche. Negli ultimi anni, le preoccupazioni di bilancio in molti distretti scolastici finanziati con fondi pubblici hanno reso necessario mantenere gli scuolabus in servizio più a lungo.
Quando uno scuolabus viene venduto per essere utilizzato al di fuori del trasporto studentesco, i regolamenti NHTSA richiedono che la sua identificazione come scuolabus venga rimossa. Per fare ciò, tutte le scritte dello scuolabus devono essere rimosse o coperte mentre l'esterno deve essere dipinto di un colore diverso dal giallo dello scuolabus; il/i braccio/i di arresto e le spie devono essere rimossi o disattivati.

## Galleria d'immagini

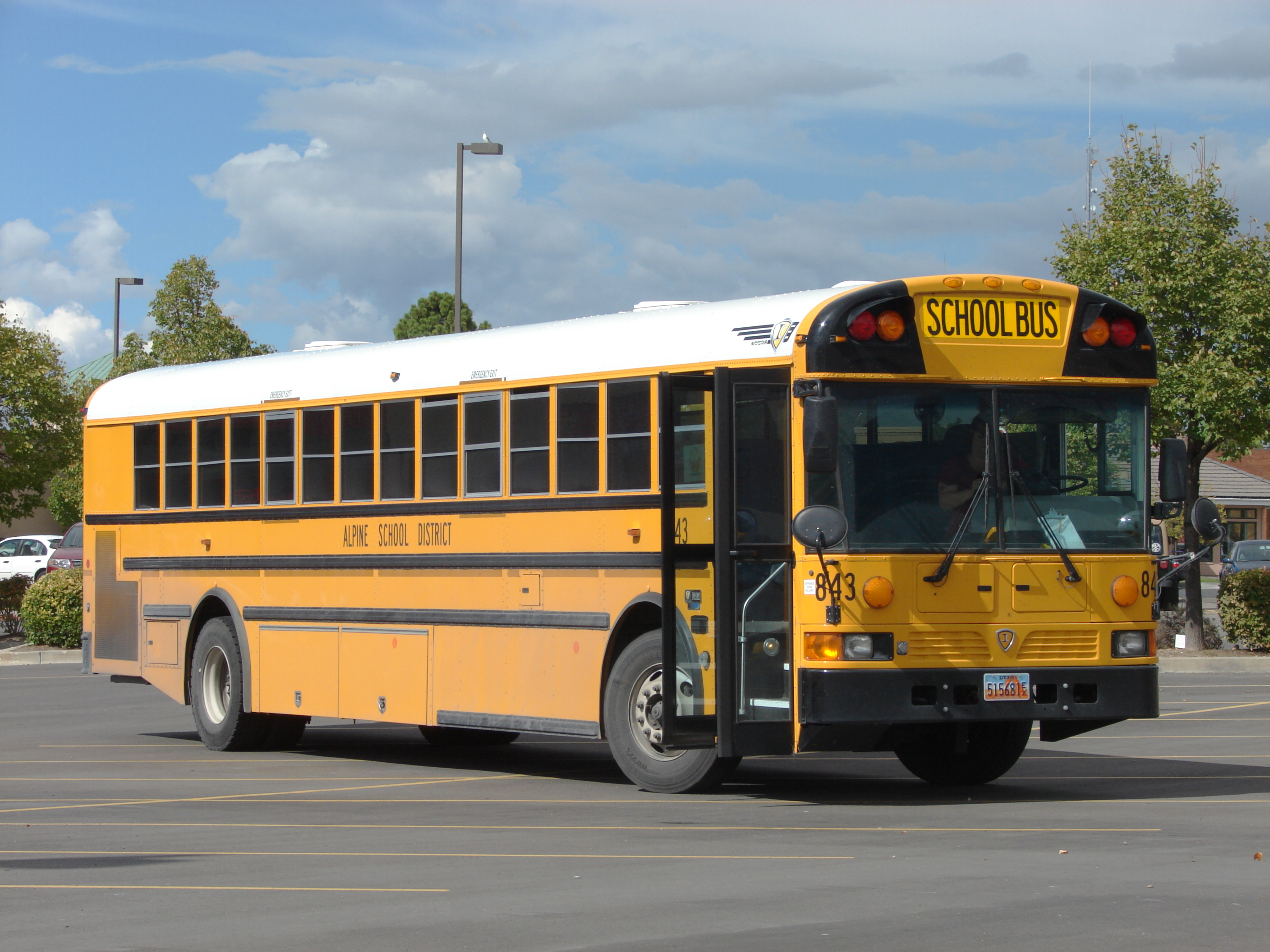
Esterno (serie IC Bus RE)
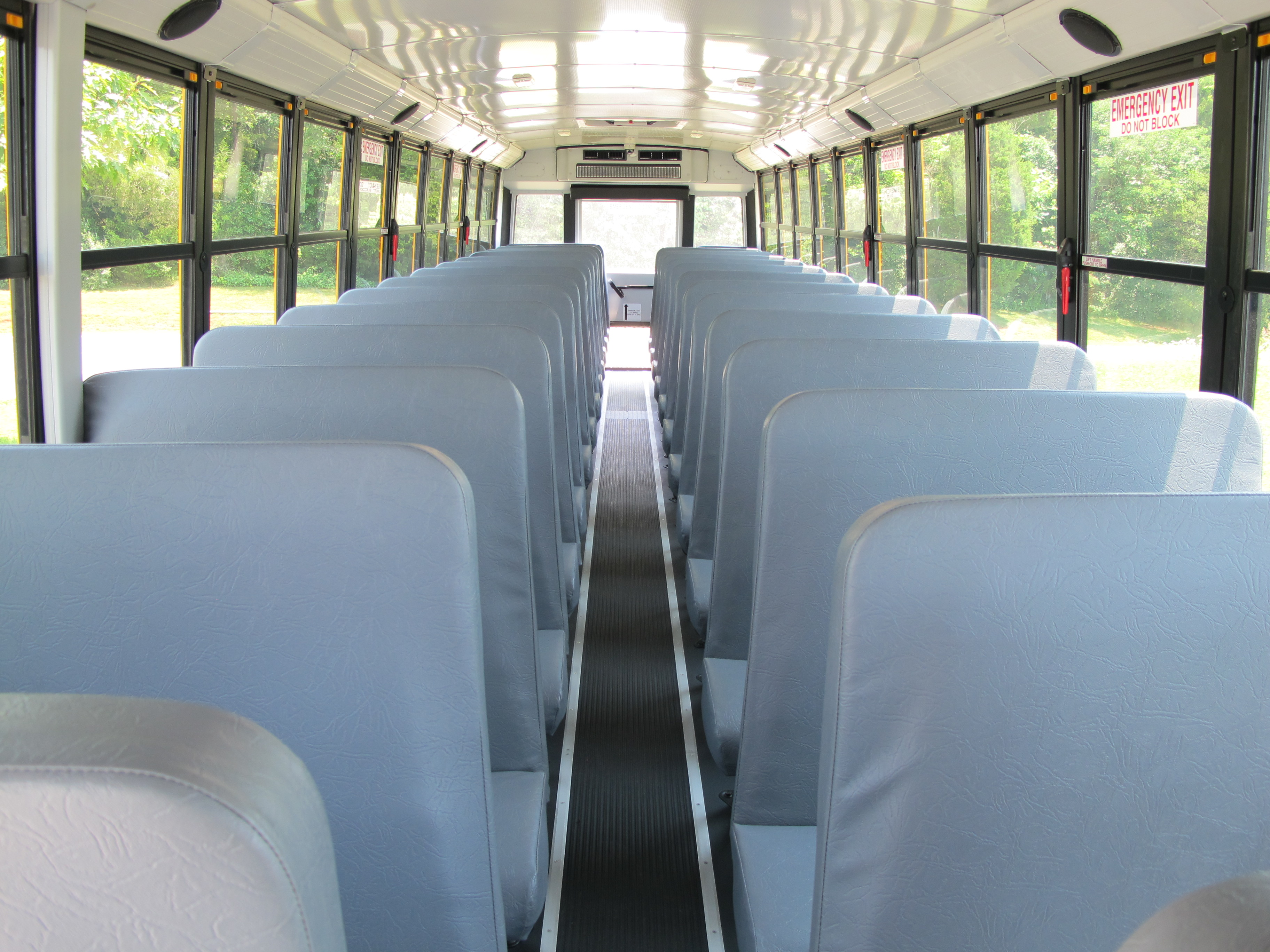
Interno  - modelloThomas Saf-T-Liner C2
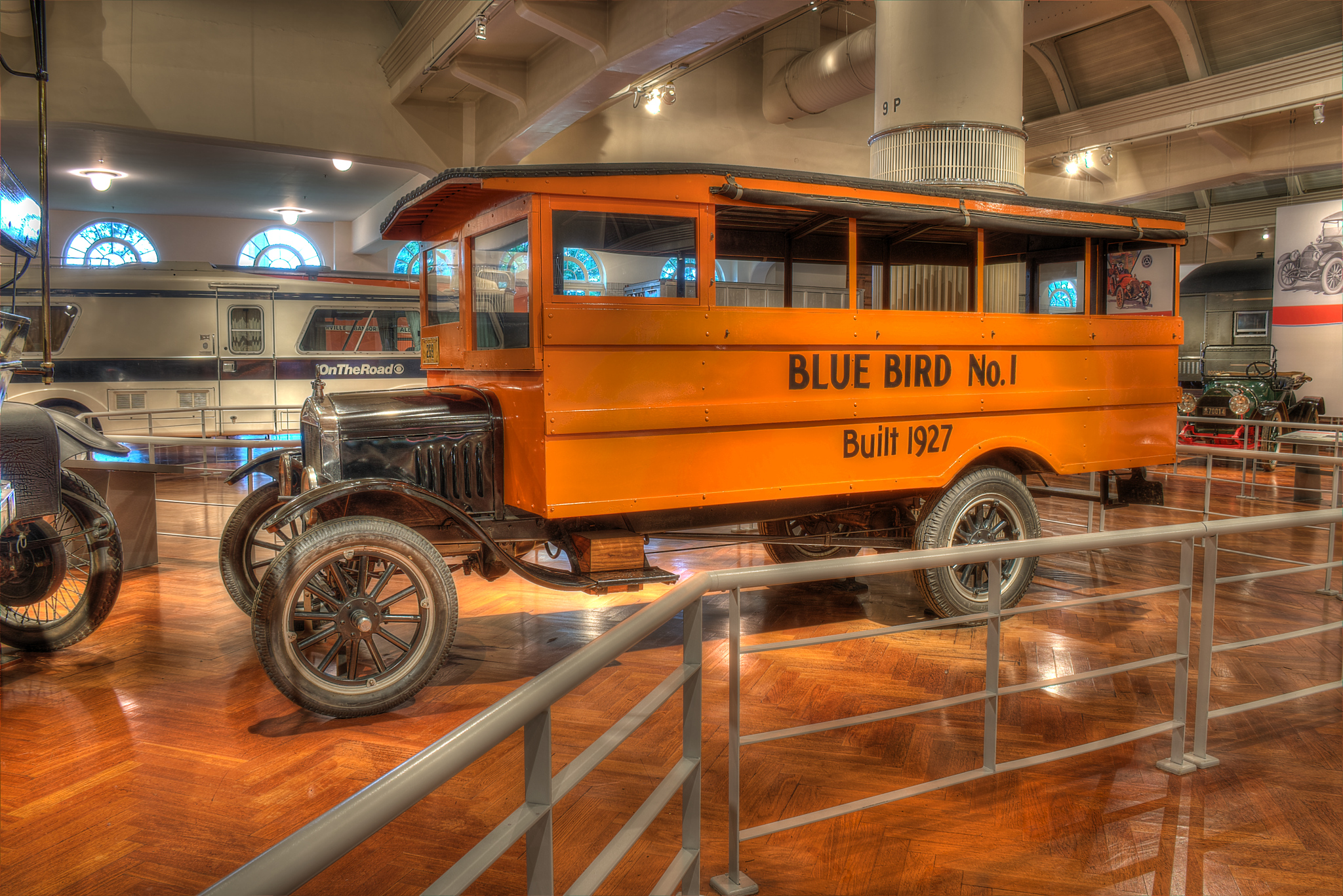
"Blue Bird No. 1", il primo autobus costruito da AL Luce, fondatore della Blue Bird Body Company. È basato su un telaio Ford Model T del 1927
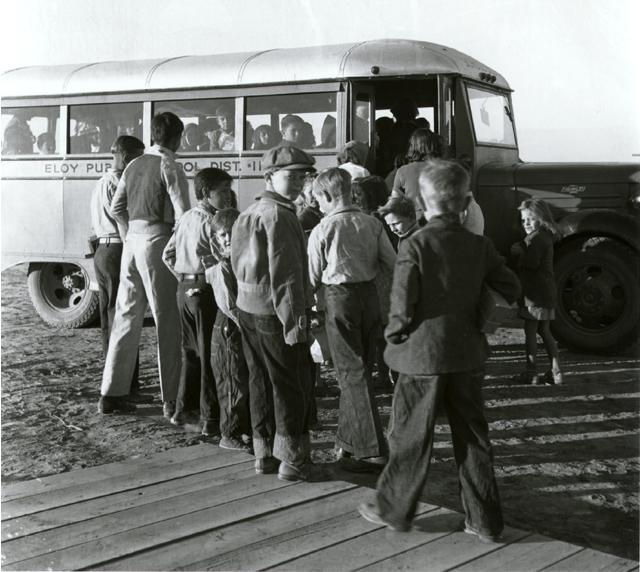
Scuolabus della fine degli anni '30
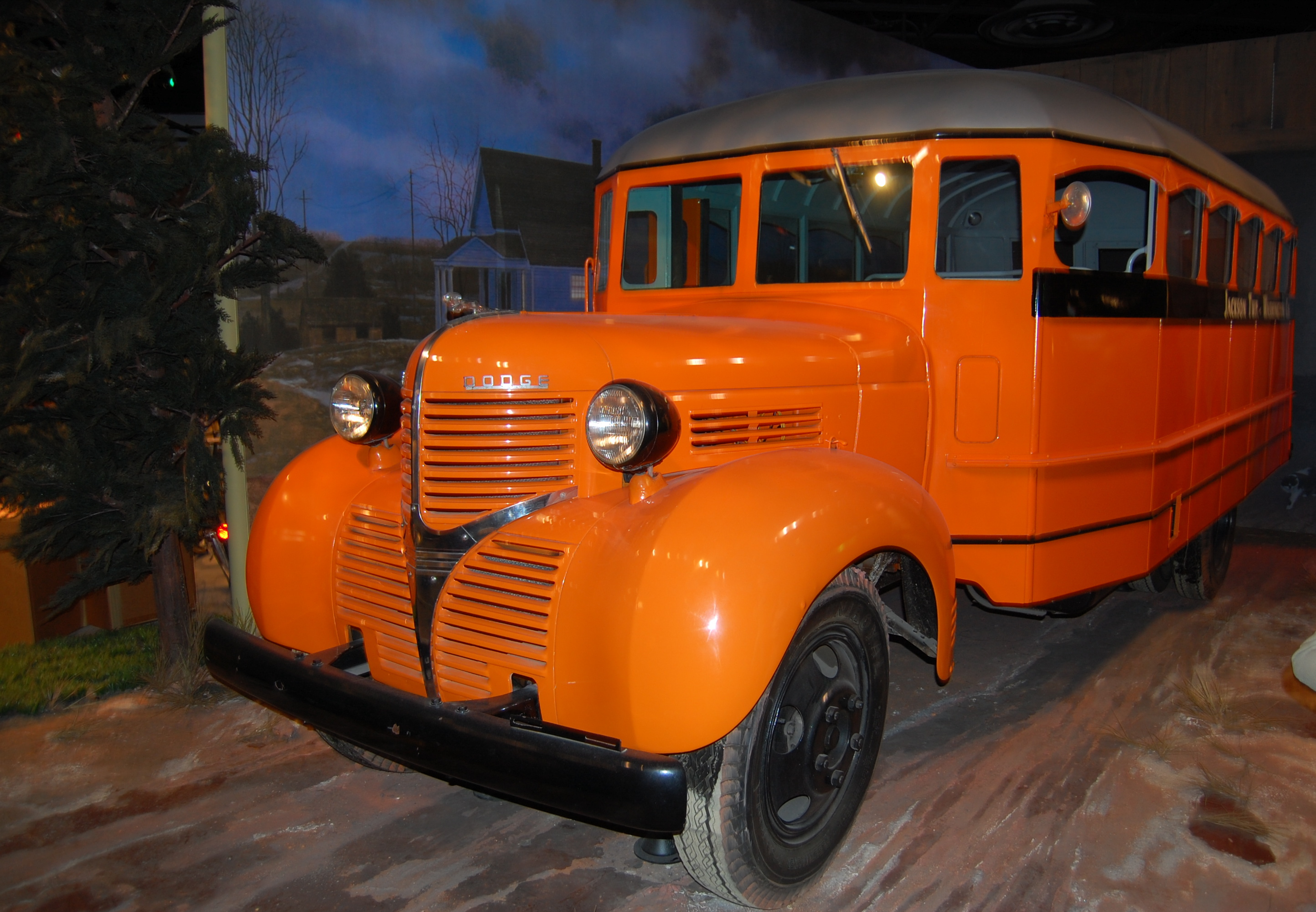
Uno scuolabus del 1939 visto in un museo. Il suo colore arancione precede l'adozione del giallo dello scuolabus
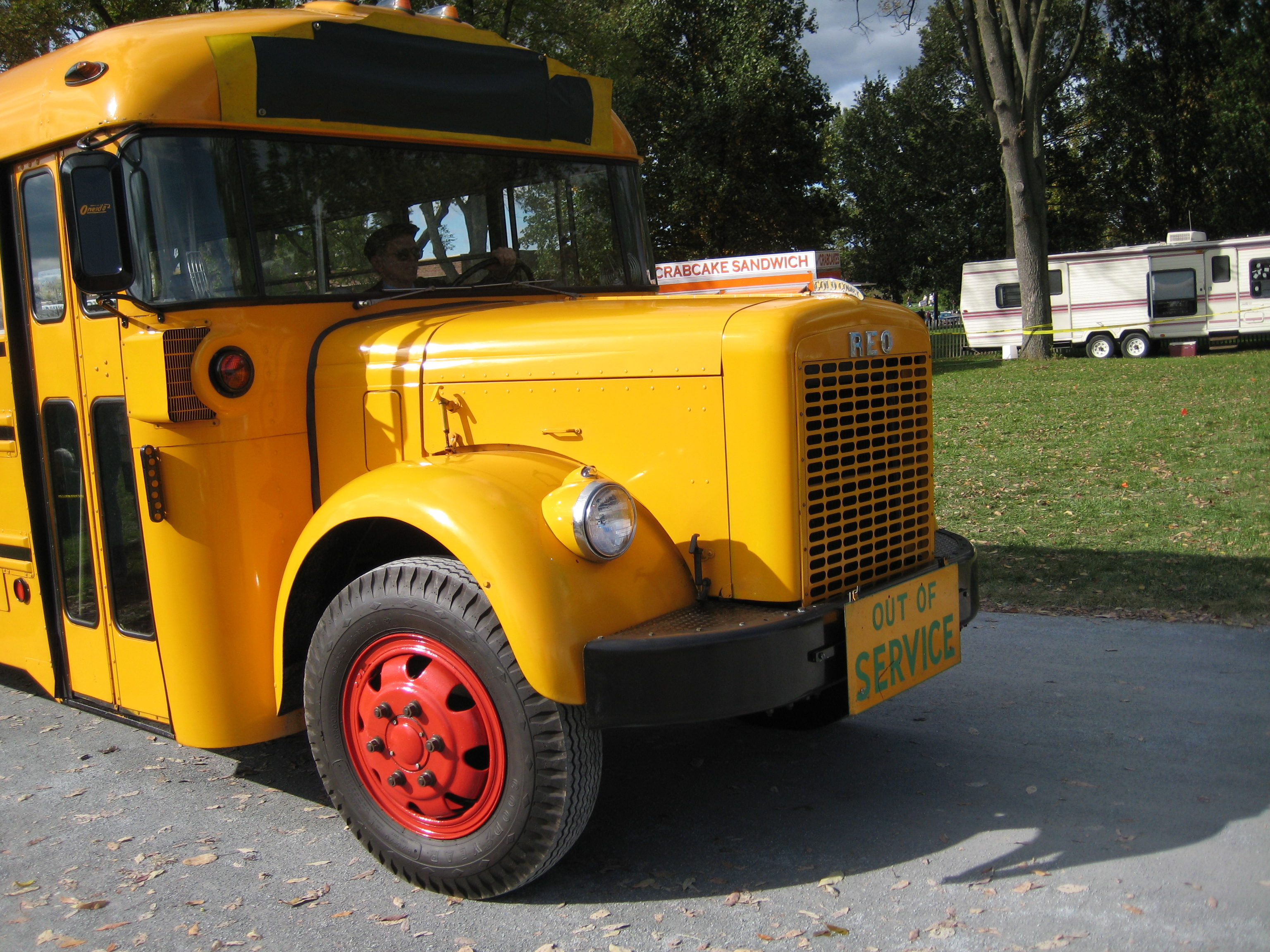
Scuolabus Reo anni '50 restaurato con carrozzeria Oneida
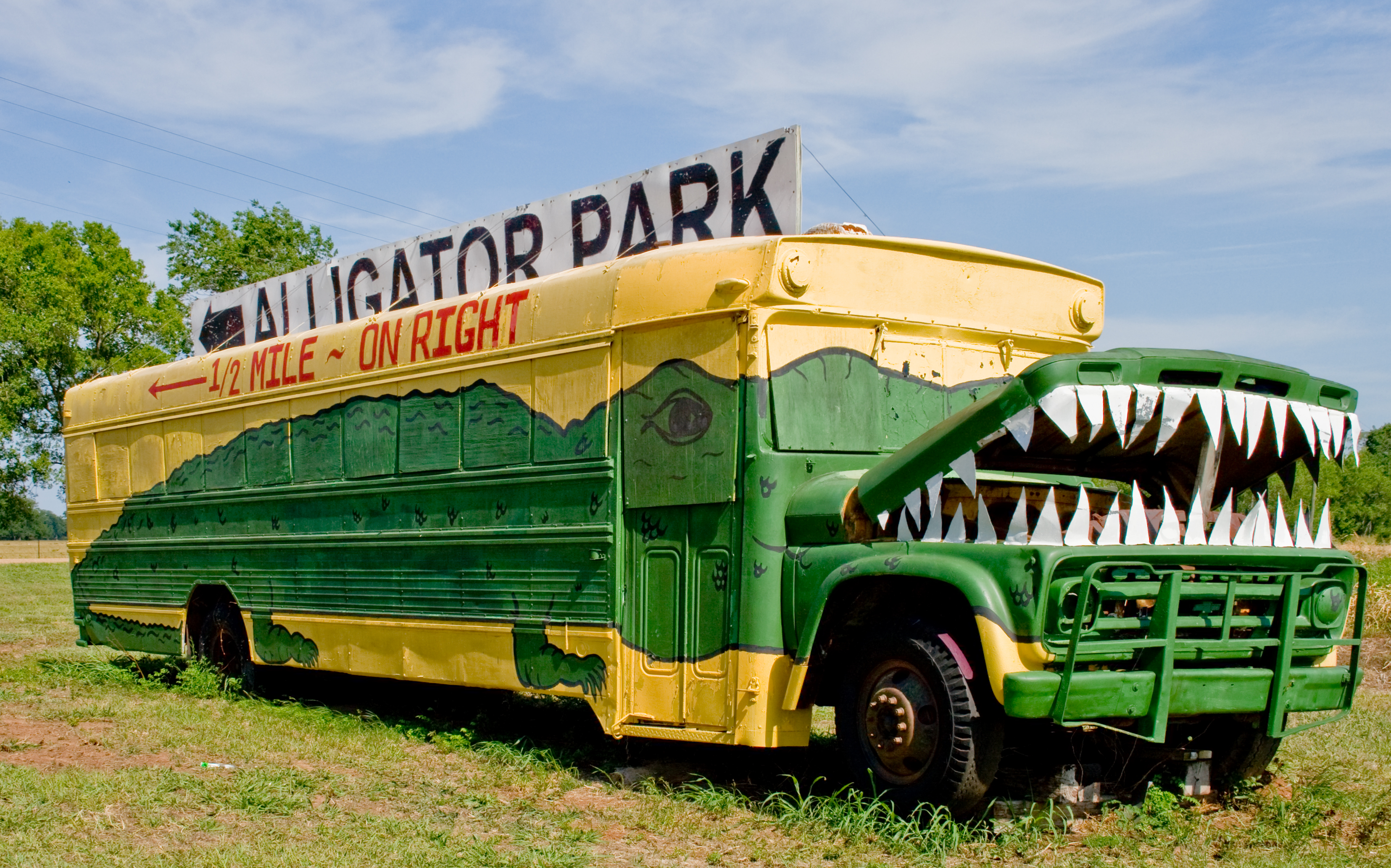
Il "Gator Bus", uno scuolabus Wayne/Chevrolet degli anni '60 riproposto come insegna per un parco di alligatori in Louisiana
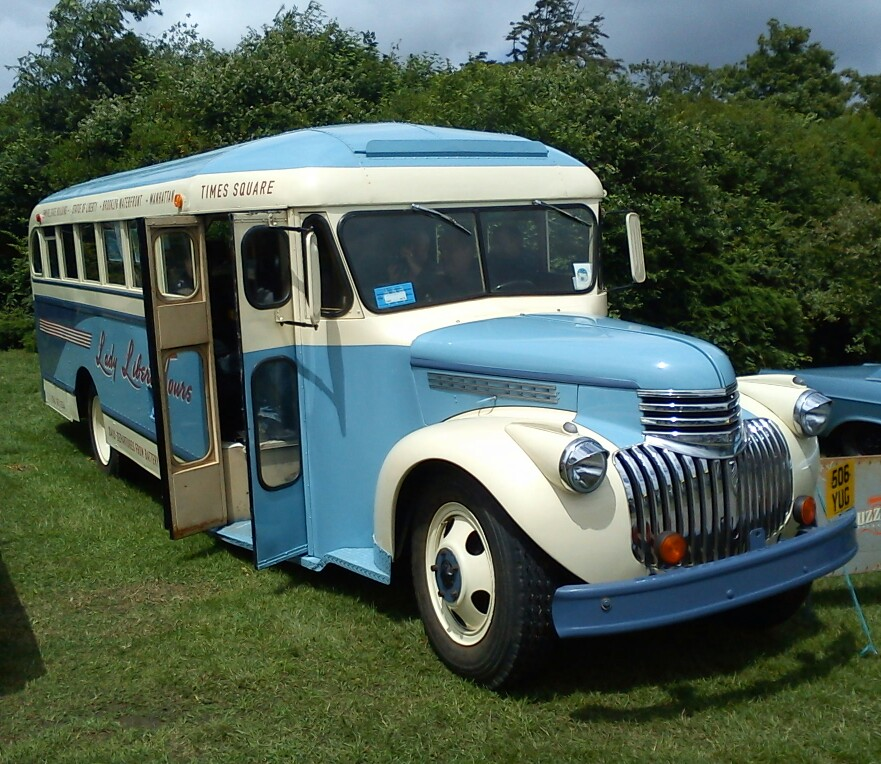
1942 Gillig/Chevrolet in uso come autobus turistico